# Вест Сенд Лејк (Њујорк)
Вест Сенд Лејк (енгл. West Sand Lake) насељено је место без административног статуса у америчкој савезној држави Њујорк.

## Демографија
По попису из 2010. године број становника је 2.660, што је 221 (9,1%) становника више него 2000. године.
| Група             | 2000.         | 2010.         |
| Белци             | 2.393 (98,1%) | 2.548 (95,8%) |
| Афроамериканци    | 4 (0,2%)      | 6 (0,2%)      |
| Азијати           | 12 (0,5%)     | 17 (0,6%)     |
| Хиспаноамериканци | 19 (0,8%)     | 46 (1,7%)     |
| Укупно            | 2.439         | 2.660         |